# Каргинская ярмарка на Покрова (праздник)
Каргинская ярмарка на Покрова — литературно-этнографический праздник, который ежегодно проводится в музее-заповеднике М. А. Шолохова на подворье Тимофея Каргина в Боковском районе Ростовской области. Праздник был включен в Национальный календарь событий в качестве составляющей программы «Время отдыхать в России».

## История
Праздник «Каргинская ярмарка на Покрова» был впервые проведен в октябре 2014 года в музее-заповеднике М. А. Шолохова, мероприятие имеет давние исторические корни празднования. В казачьих станицах раньше была традиция называть ярмарки по названию станичной церкви. Храм в станице Каргинской был освещен в честь праздника Покрова Пресвятой Богородицы, поэтому и ярмарка получила название Каргинской. Для того, чтобы посетить ярмарку, из окрестностей съезжались разные люди: здесь можно было сделать покупки, увидеть родственников, покататься на каруселях и качелях. Во время ярмарочных гуляний устраивались представления с участием цирковых артистов и дрессированных медведей, работали харчевни и лавки, велась торговля. В конце XIX — в начале XX века ярмарки, устраиваемые на Покрову, были известные далеко за пределами станицы Каргинской. В XXI столетии для того, чтобы возродить давние традиции, была организована вновь Каргинская ярмарка после столетнего перерыва.

### 2014 год
Праздник «Каргинская ярмарка на Покрова» был проведен в музее-заповеднике М. А. Шолохова в октябре 2014 года. Во время мероприятия демонстрировались сценки из ярмарочной жизни по произведениям М. А. Шолохова, казачьи коллективы должны были исполнять песни. Гостей мероприятия ждали угощения — старинные казачьи блюда. Было предусмотрено проведение мастер-классов, конкурсов, катание на лошадях и качелях. Посетители ярмарки могли купить товары сельскохозяйственного назначения, которые были привезены из Боковского, Шолоховского, Кашарского районов. Гулянья организовывались на подворье Тимофея Каргина, как и в начале XX века.

### 2015 год
В 2015 году новым объектом Каргинской ярмарки стала старинная карусель, сооруженная по музейным чертежам.

### 2016 год
9 октября 2016 года праздник «Каргинская ярмарка на Покрова» был проведен третий раз. Местом проведения мероприятия стало подворье Тимофея Каргина, которое специально к праздничной ярмарке украсили флажками и лентами. Были организованы экскурсии по территории мельницы, в ходе которых детально излагались особенности мукомольного процесса и демонстрировалось мельничное оборудование. Работал кинематограф «Идеал», построенный в XX веке. В 1920-х годах в этом месте был драмкружок, в котором демонстрировались пьесы Михаила Шолохова. Во время ярмарки работали карусели, качели, проводилась старинная игра «Кубарь». Показывались сценки ярмарочной жизни, работал кукольный театр.
Праздник в 2016 году посетило много гостей. Приехали туристы из Волгоградской, Ростовской, Ярославской, Свердловской и Воронежской областей, из Санкт-Петербурга, Москвы, Краснодарского края. Всего мероприятие посетило около 3 тысяч человек. На ярмарке продавались сувениры, украшения ручной работы и игрушки. Работал фотосалон со старинными декорациями. Была проведена выставка керосиновых ламп П. Солдатова, на которой можно было увидеть около 8 десятков экземпляров, которые относятся к разному времени изготовления. Были представлены лампы дореволюционного производства, в том числе и те, которые использовались как предметы декораций во время съемок фильма «Тихий Дон» режиссера С. Урсуляка. В кинотеатре, который был недавно восстановлен, во время ярмарки работала выставка «Герои Шолохова на экране», которая была приурочена к Году российского кино.

### 2019 год
В 2019 году праздник проведён в шестой раз. Традиционным местом проведения мероприятия является подворье Тимофея Каргина в станице Каргинской, Боковского района, Ростовской области. Гостей фестиваля развлекали фольклорные коллективы, выступления казаков и ремесленные мастер-классы.